# Boštjan Ošabnik
Boštjan Ošabnik (ur. 7 sierpnia 1982) – słoweński tenisista, reprezentant kraju w Pucharze Davisa, medalista igrzysk śródziemnomorskich.

## Kariera tenisowa
W profesjonalnych turniejach zawodowych występował w latach 1999–2010. Triumfował w turniejach rangi ITF Men’s Circuit.
W latach 2001–2005 reprezentował Słowenię w Pucharze Davisa, notując bilans czterech zwycięstw i siedmiu porażek.
Na Igrzyskach Śródziemnomorskich 2005 wywalczył brązowy medal w grze podwójnej, grając w parze z Gregiem Žemlją.
Najwyżej sklasyfikowany w rankingu singlistów był na 381. miejscu 12 września 2005 roku.